# Christ de Vebret

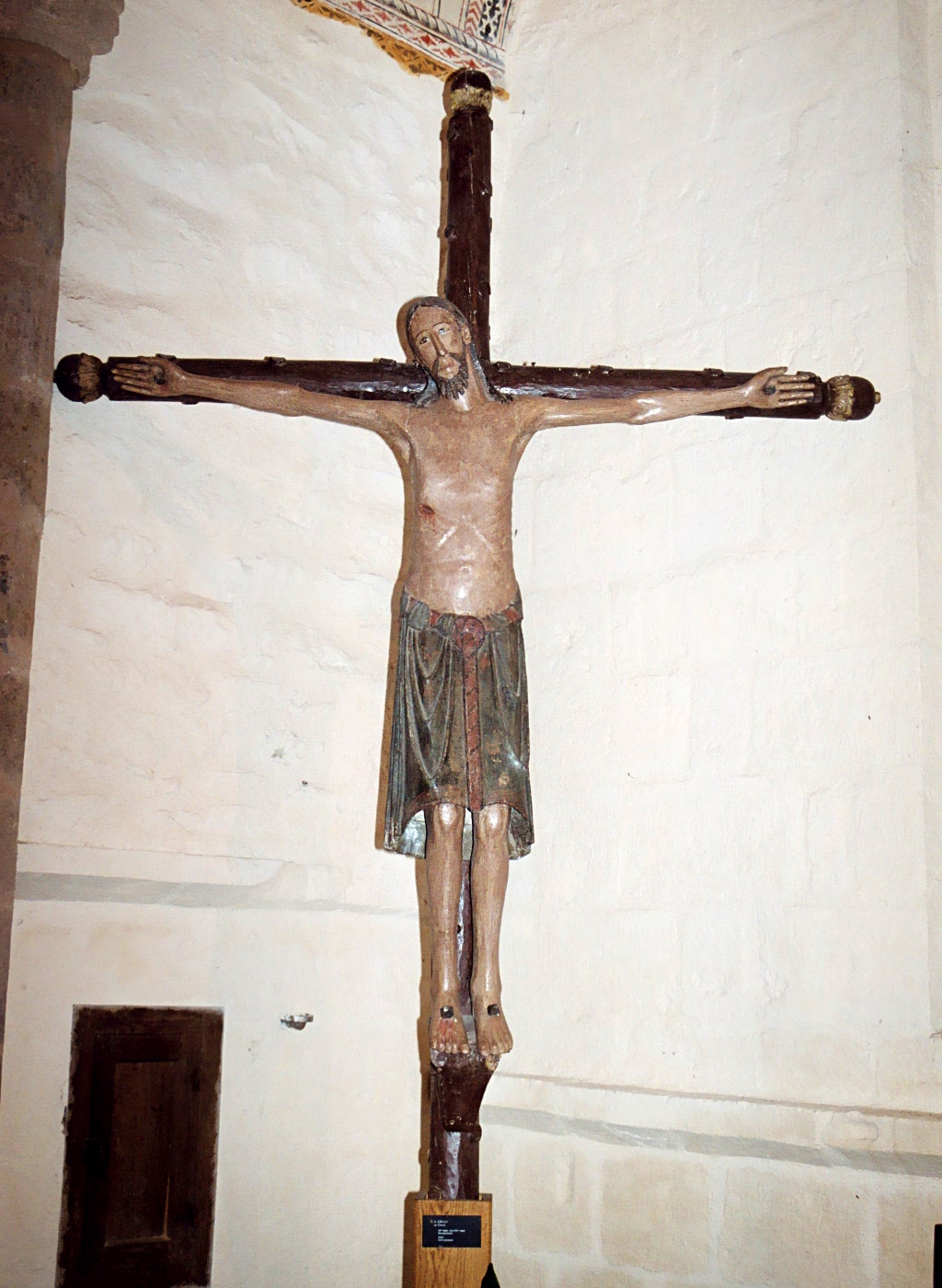

Le Christ de Vebret est un crucifix conservé dans l'église Saint-Maurice-et-Saint-Louis située à Vebret en Auvergne, dans le département français du Cantal en région Auvergne-Rhône-Alpes.

## Historique
Le Christ de Vebret date de la fin du XIIe siècle ou du début du XIIIe siècle.
Il fait l'objet d'un classement au titre objet des monuments historiques depuis le 13 avril 1957.
La statue a fait l'objet d'une exposition au Musée du Luxembourg à Paris en 1992.

## Description
Le Christ de Vebret, placé dans la nef centrale de l'église, est une sculpture en bois polychrome monumentale, de deux mètres de hauteur sur deux mètres d'envergure, représentant le Christ en croix. Bien qu'il ait le torse dénudé, le perizonium attaché à la ceinture, il n'est pas représenté mort ni souffrant ; les yeux ouverts, le corps droit, il a la position caractéristique des christs triomphants.

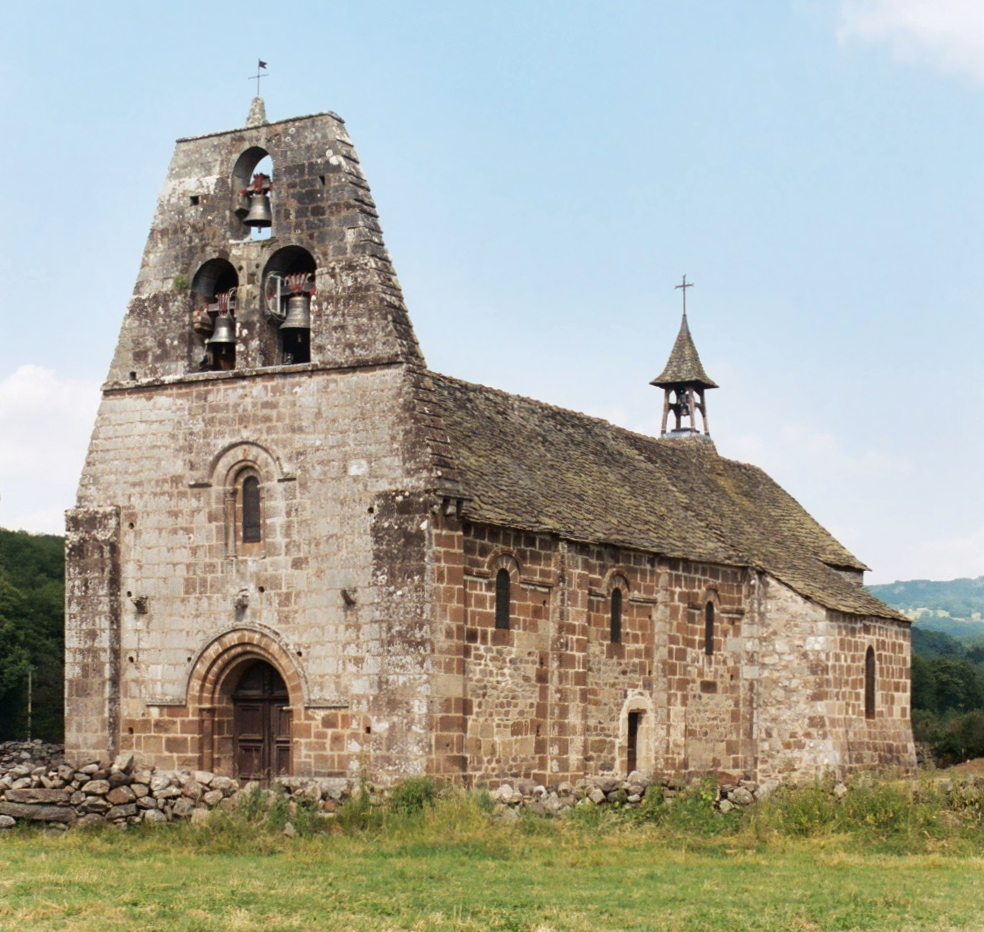
L'église Saint-Maurice-et-Saint-Louis de Vebret.
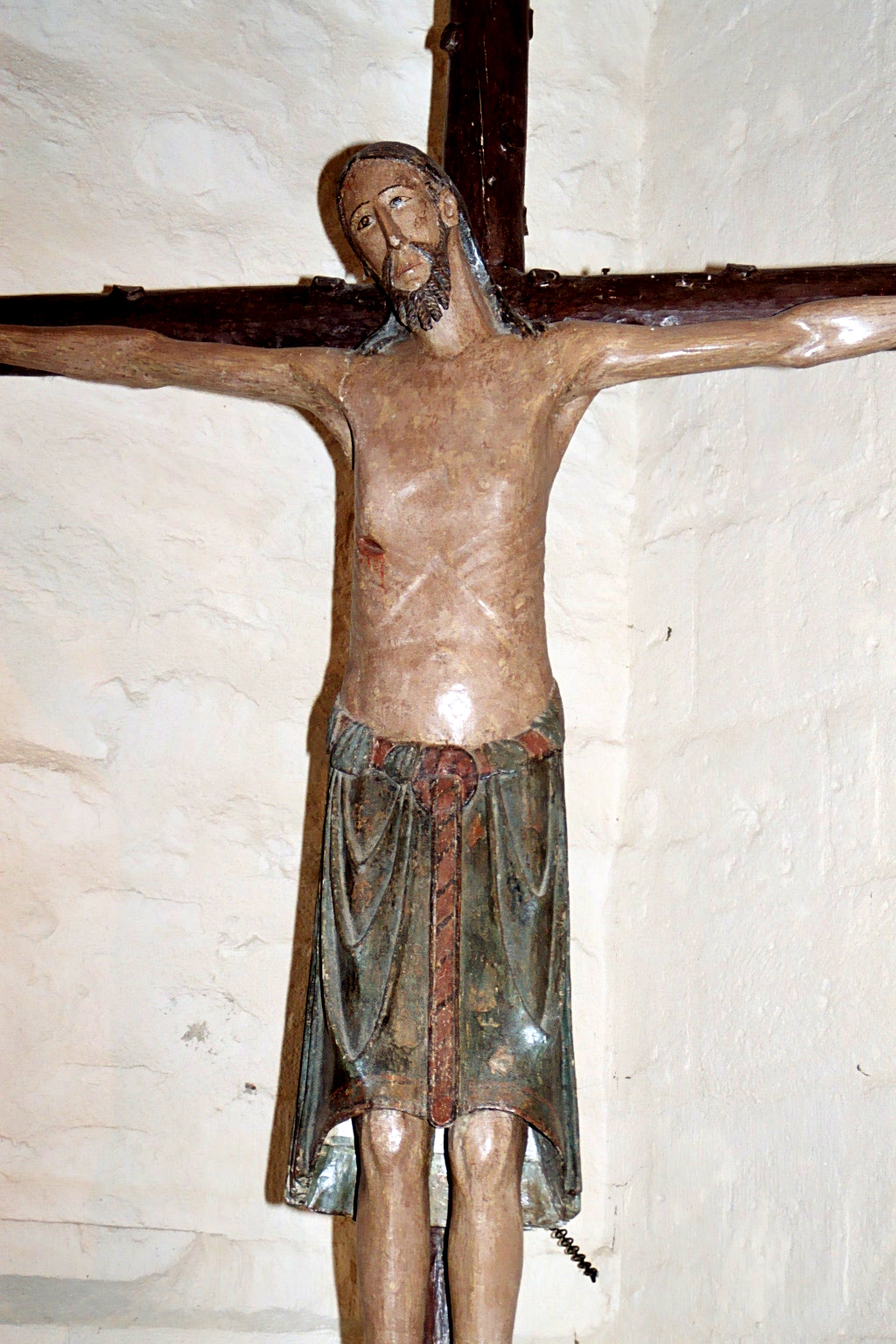
Le Christ de Vebret.